# Iznatoraf
Iznatoraf (també conegut com a Torafe) és un municipi de la província de Jaén en la comarca de Las Villas. Està situat sobre un petit turó en la lloma d'Úbeda.
El seu terme municipal inclou Bardazoso. Integrat dins del Parc Natural de la Serra de Cazorla, aquest va ser greument afectat per l'incendi de las Villas en agost de 2005, que va arrasar més de 5.000 hectàrees dins del parc.